# Frutos Ossandón
Frutos Ossandón Oshee (1853 - 1921) fue un político y abogado chileno, militante del Partido Nacional. Se graduó en Derecho en la Universidad de Chile en 1876.
Se desempeñó como abogado de una compañía mercante de Valparaíso. Una vez radicado en Illapel, en 1898, se dedicó a la política como dirigente de su partido, además llegó a ser regidor de la ciudad de Illapel.
Elegido Diputado por Ovalle, Illapel y Combarbalá (1900-1903 y 1903-1906), formó parte de la comisión de Legislación y Justicia y de la comisión de Gobierno.